# 萩野脩二
萩野 脩二（はぎの しゅうじ、1941年（昭和16年）4月17日 - 2022年11月18日）は、日本の中国文学者、関西大学名誉教授。専攻は、中国近代・現代文学。

## 経歴
1941年、東京で生まれた。京都大学文学部に入学し、吉川幸次郎、小川環樹に師事した。卒業後は京都大学大学院に進み、1970年に博士課程を単位取得退学。
奈良女子大学付属高校で教鞭をとった後、三重大学助教授に就いた。後に教授昇格。1991年、関西大学文学部教授となった。2009年からは同特別契約教授となり、2012年に退任し、名誉教授となった。2022年11月18日、新型コロナウイルス感染症のため死去。

## 著作
著書
- 『中国"新時期文学"論考 思想解放の作家群』関西大学出版部 1995
- 『中国文学の改革開放 現代小説スケッチ』朋友書店 1997
- 『謝冰心の研究』朋友書店 2009
- 『探花囈語』三恵社 2009
- 『中国現代文学論考』関西大学出版部 2010
- 『交流絮語』三恵社 2011
- 『古稀贅語』三恵社 2012
- 『蘇生雅語』三恵社 2013

共編著
- 『中国文学最新事情 文革、そして自由化のなかで』竹内実共編著 サイマル出版会 1987
- 『閑適のうた 中華愛誦詩選 陶淵明から魯迅まで』竹内実共著 中公新書 1990
- 『天涼 中国現代・当代小説・あらすじと感想』第1-10巻 編 三恵社 2001-2007

翻訳
- 『原典中国現代史 第5巻 思想・文学』吉田富夫共編 岩波書店 1994
- 『消された国家主席劉少奇』王光美・劉源ほか著, 吉田富夫共訳 日本放送出版協会 2002
- 『家族への手紙 謝冰心の文革』謝冰心著, 牧野格子共訳 関西大学出版部 2008
- 『追憶の文化大革命―咸寧五七幹部学校の文化人』李城外著, 山田多佳子共訳　朋友書店　2013